# Đài thiên văn Jodrell Bank
Đài thiên văn Jodrell Bank (tên ban đầu là Trạm thực nghiệm Jodrell Bank hay Trạm thí nghiệm thiên văn vô tuyến Nuffield từ năm 1966-1999,/ˈdʒɒdrəl/) gồm một số Kính viễn vọng vô tuyến và là một phần của Trung tâm vật lý thiên văn Jodrell Bank của Đại học Manchester. Đài thiên văn này được thành lập năm 1945 bởi Bernard Lovell, một nhà thiên văn học vô tuyến của Đại học Manchester nhằm nghiên cứu các tia vũ trụ bằng cách dò tìm và định vị bằng sóng vô tuyến trong thế chiến thứ hai. Kể từ đó, nó đóng vai trò quan trọng trong việc nghiên cứu các chuẩn tinh, thiên thạch, sao xung, vật lý thiên văn Maser, thấu kính hấp dẫn và tham gia rất nhiều trong việc thăm dò không gian từ khi bắt đầu Thời đại Không gian. Giám đốc quản lý của đài thiên văn là Giáo sư Simon Garrington.
Kính viễn vọng chính tại đài thiên văn là Kính thiên văn Lovell, là kính viễn vọng vô tuyến được điều khiển lớn thứ ba thế giới. Ngoài ra, tại đài thiên văn còn có ba kính viễn vọng khác hoạt động, trong đó có cả kính viễn vọng vô tuyến Mark II. Đài thiên văn này là cơ sở của Hệ thống Đo giao thoa liên kết vô tuyến đa yếu tố (MERLIN) bao gồm nhiều kính thiên văn vô tuyến đo giao thoa khắp nước Anh và đây là cơ sở được điều hành bởi Đại học Manchester thay mặt cho Hội đồng Cơ sở Khoa học và Công nghệ.
Trung tâm du khách của đài thiên văn nằm trong giáo xứ Lower Withington trong khi Kính thiên văn Lovell và đài thiên văn nằm trong giáo xứ Goostrey gần làng Goostrey và Nhà nguyện Holmes, Cheshire, Tây bắc Anh. Đài thiên văn nằm bên tuyến đường A535. Tuyến đường sắt Crewe–Manchester đi ngang qua đây và cách Ga xe lửa Goostrey không xa. Ngày 7 tháng 7 năm 2019, đài quan sát trở thành một Di sản thế giới của UNESCO.

## Sách
- Adams, Douglas (1986). Hitchhiker's Guide to the Galaxy—A Trilogy in Four Parts. Pan Books. ISBN 0-330-31611-7.
- Gunn, A. G. (2005). "Jodrell Bank and the Meteor Velocity Controversy". In The New Astronomy: Opening the Electromagnetic Window and Expanding Our View of Planet Earth, Volume 334 of the Astrophysics and Space Science Library. Part 3, pages 107–118. Springer Netherlands. doi:10.1007/1-4020-3724-4_7
- Lovell, Bernard (1968). Story of Jodrell Bank. Oxford University Press. ISBN 0-19-217619-6.
- Lovell, Bernard (1973). Out of the Zenith: Jodrell Bank, 1957–70. Oxford University Press. ISBN 0-19-217624-2.
- Lovell, Bernard (1985). The Jodrell Bank Telescopes. Oxford University Press. ISBN 0-19-858178-5.
- Lovell, Bernard (1990). Astronomer by Chance. London: Macmillan. ISBN 0-333-55195-8.
- Piper, Roger (1972) [1965]. The Story of Jodrell Bank . London: Carousel. ISBN 0-552-54028-5.
- Pullan, Brian; Abendstern, Michele (2000). A history of the University of Manchester 1951–1973. Tạp chí Đại học Manchester. ISBN 0-7190-5670-5.